# Spialia paula
The Mite Sandman (Spialia paula) là một loài bướm ngày thuộc họ Hesperiidae. Nó được tìm thấy ở Botswana, Transvaal và Zimbabwe.
This là một small butterfly that is primarily brown with white spots on the dorsal side of the wings.
Wingspan: 20 to 27 mm.
Flight season is between tháng 8 và tháng 4.